# Murina aurata
Murina aurata là một loài động vật có vú trong họ Dơi muỗi, bộ Dơi. Loài này được Milne-Edwards mô tả năm 1872.